# Geoísmo (ordenamiento territorial)
El geoísmo como teoría del conocimiento, influye decisivamente en la gobernanza de la Sociedad Humana en nuestro GEOS, desde lo local a lo global, con una visión todo lo holista e integral que sea posible. Pretende diseñar estrategias territoriales mundiales capaces de contribuir a afrontar los retos planetarios. Entre ellos debe estar el cambio climático, la disminución de los bosques tropicales, la sobreexplotación de los océanos, el aumento de las desigualdades humanas, las crecientes migraciones mundiales, etc. 

## Propuesta
El geoísmo propugna que una institución mundial, vinculada a las Naciones Unidas, desarrolle e implemente directrices territoriales flexibles, que tengan en cuenta el conjunto de la Tierra, sin dejar de considerar su diversidad. Es muy difícil diseñar una estrategia territorial planetaria, pero es un reto cuyo logro generaría grandes beneficios sociales y ecológicos, por lo que debe abordarse.
La idea inicial parte del arquitecto español Antonio Lamela y estuvo presente en las dos primeras cumbres de la Tierra en Río de Janeiro 1992, y en Kioto 1997. Fue desarrollada en un libro en el año 1976, a partir de pensar un mundo cada vez más globalizado. Asimismo, propuso la teoría del cosmoísmo, que pretende optimizar el aprovechamiento que el Hombre hace del espacio exterior.
Según sus postulados, las siguientes ciencias se encargarían de ordenar la utilización, por parte del hombre, de los diversos ámbitos: las ciudades, la ordenación del territorio desde la dimensión supramunicipal a la supranacional, y el espacio exterior.

## Ámbito
El geoísmo con visión terráquea, intenta estructurar el conjunto de conocimientos y de prácticas con implicaciones territoriales de ámbito mundial, particularmente las políticas nacionales en campos como el medioambiental, los recursos naturales, las infraestructuras, lo social, lo económico, lo urbano y lo cultural, teniendo en cuenta también las dimensiones subnacionales. Busca generar sinergias y evitar disfunciones, para optimizar la satisfacción de la calidad de vida de las generaciones actuales y futuras de cualquier lugar del mundo, todo ello prestando la máxima atención a la conservación de la Naturaleza. 

## Consideraciones
Según sus partidarios, la contemplación mundial que propone el geoísmo es esencial en la ordenación del territorio y, sin embargo, en la actualidad no está contemplada. Incluso los mejores planes del mundo, como un plan particularmente sustentable para un territorio turístico, podrían quedar incompletos sin la perspectiva planetaria. Por ejemplo, se puede lograr disminuir el crecimiento de turistas a dicho territorio, pero ello no tendría necesariamente un impacto medioambiental global favorable. Esto se debe a que los turistas que dejasen de ir allí podrían visitar destinos más lejanos y con un medio ambiente más frágil. Para intentar evitar este posible daño colateral sería conveniente unas directrices territoriales mundiales que favorezcan el desarrollo sustentable del mayor número de destinos turísticos, que es uno de los numerosos aspectos que puede preconiza el geoísmo.